# 勒内·戈西尼
勒内·戈西尼（法語：René Goscinny，1926年8月14日—1977年11月5日），法国著名漫画家、幽默作家、杂志编辑和电影编剧。 他最出名的作品是漫画书《阿斯泰利克斯历险记》（同漫画家阿尔贝·乌代尔佐合作），漫画《幸运的路克》（同漫画家莫里斯合作）和漫画书《小淘氣尼古拉》。
勒内·戈西尼全部著作的销售量约为5亿本，是当之无愧的拥有最多读者的法国作家之一，也是漫画编辑这一行业的先行者和奠基人。
除了使用本名René Goscinny之外，他还使用过以下的笔名 René Maldecq, René Macaire, Agostini, Liliane d'Orsay.

## 早期生活
勒内·戈西尼，1926年8月14日出生于法国巴黎。父母都是来自于波兰的犹太裔。 他的父亲是一位化学工程师，原籍波兰华沙。父母在巴黎认识并于1919年结婚，他还有一个比他大6岁的哥哥，出生于1920年12月10日。
在戈西尼2岁的时候，他们全家搬迁到阿根廷布宜诺斯艾利斯，在那里，他度过了一个快乐的童年。他进入了当地的法国学校，经常讲一些幽默故事引起全班同学大笑，而且他很早就可以为他喜欢看的书，画出很有创造力的插画。

## 职业生涯
1943年12月，从学校毕业后不久，他的父亲因为脑溢血去世。迫使他必须找到一份工作支持家用。次年，他得到他的第一份工作：在一个轮胎翻新工厂做助理会计师。又过了一年，他因为裁员而丢了这份工作。他找到了第二份工作：在一个广告公司做助理插画师。
1945年，戈西尼和他的母亲离开阿根廷来到美国纽约，投靠他的叔叔。1946年，为了避免为美军服役，他返回法国加入法军第141阿尔卑斯步兵营，军衔是一级下士（senior corporal）。他奉命为军队的宣传画配图。
在结束军队生活以后，他回到了纽约。戈西尼想在他最热衷的幽默方向找到一份工作。拿着他在阿根廷创作的广告和个人幽默画作他尝试联系出版商，报社以及电影工作室，但是这一切都只是徒劳无功，终日抑郁的他不得不靠着母亲的接济度日。后来他以最悲情的文字为这段低潮人生做出了总结：孤独，孑身一人，身无分文。
1948年，他在一个小画室找到了工作，在那里他结识了他的新朋友：漫画家威尔·埃尔德、杰克·戴维斯和哈维·库兹曼。此后戈西尼成为了“库嫩出版社（Kunen Publishers）”的艺术总监，在那里他写了四本儿童读物。期间他又结识了漫画家约瑟夫·吉兰和莫里斯。

1951年，他认识了世界出版代理公司（World Press agency）的总裁Georges Troisfontaines，因此他被任命为世界出版代理公司巴黎办公室的主任，而回到了法国。在那里，他与阿尔伯特·乌代尔佐进行了长时间的合作。
1955年，戈西尼和让-米歇尔·沙利耶、阿尔贝·乌代尔佐和让·埃布拉尔共同创立了埃迪出版集团（syndicate Edipress/Edifrance）。 他与桑贝成功的创造了“小淘气尼古拉”的形象，后来这位小学生的名字在欧州和南美几乎家喻户晓。
1956年，戈西尼开始与漫画杂志《丁丁》合作。 他与很多不同的画家合作，写了许多小故事发表在《丁丁》杂志上。详见作品列表。
1959年，埃迪出版集团发行一本新的杂志《飞行员》。 戈西尼成了这本杂志的最重要的作者之一。在这本杂志的首期上，戈西尼发表了他一生中最有影响的漫画作品《阿斯泰利克斯历险记》。戈西尼也重新开始了《小淘气尼古拉》系列的创作。
1960年，《飞行员》被乔治·达高购买，戈西尼继续担任杂志的首席编辑直到1974年。戈西尼在电影方面与乌代尔佐和达尔戈一起创建了Idfix电影摄制公司。他拍摄了一些著名的动画片，包括《阿斯特里克与克娄巴特拉》，《阿斯特里克的十二项壮举》、《戴西城》、《达尔顿兄弟》等。他身后留下的系列电影作品获得了一项凯撒奖。
1977年11月5日，勒内·戈西尼因为心脏病发作死于法国巴黎，终年51岁。
1996年开始，“勒内·戈西尼奖”被列入每年的法国安古兰国际漫画节（Angoulême International Comics Festival），被用来奖励年轻漫画作者。

## 家庭成员
1967年，戈西尼与Gilberte Pollaro-Millo结婚。1968年他们的女儿安妮·戈西尼（Anne Goscinny）出生，她长大以后也成为一位作家。

## 作品列表
| 系列                                  | 参与时间     | 原始出版杂志                    | 册数 | 出版社                    | 共同创作画家                       |
| ------------------------------------- | ------------ | ------------------------------- | ---- | ------------------------- | ---------------------------------- |
| 《幸运的路克》                        | 1955 - 19770 | 《史比露大冒险》和《飞行员》    | 38   | 迪布依出版社和达高出版社0 | 莫里斯                             |
| 《默德斯特和庞庞》0                   | 1955 - 1958  | 《丁丁》                        | 02   | 伦巴第出版社              | 安德烈·弗朗坎                      |
| 《智者伯迪帕斯（Prudence Petitpas）》 | 1957 - 1959  | 《丁丁》                        |      | 伦巴第出版社              | 莫里斯·马雷夏（Maurice Maréchal）0 |
| 《斯珀该蒂先生（Signor Spaghetti）》  | 1957 - 1965  | 《丁丁》                        | 15   | 伦巴第出版社              | 迪诺·阿塔那斯奥                    |
| 《欧帕帕》                            | 1958 - 1962  | 《丁丁》                        | 03   | 伦巴第出版社              | 阿尔伯特·乌代尔佐                  |
| Strapontin                            | 1958 - 1964  | 《丁丁》                        | 04   | 伦巴第出版社              | 贝尔克（Berck）                    |
| 《阿斯泰利克斯历险记》                | 1959 - 1977  | 《飞行员》                      | 24   | 达高出版社                | 阿尔伯特·乌代尔佐                  |
| 《小淘气尼古拉》                      | 1959 - 1965  | 《飞行员》                      | 05   | 丹尼尔出版社（Denoël）    | 讓-雅克·桑貝                       |
| 《伊诺古》                            | 1962 - 1977  | 《记录（Record）》和《飞行员》0 | 14   | 达高出版社                | 让·塔巴里                          |
| Les Dingodossiers                     | 1965 - 1967  | 《飞行员》                      | 03   | 达高出版社                | 戈特利布                           |

## 获奖和荣誉
- 1974年，埃德逊奖（英语：Adamson Awards）（瑞典）： 最佳国际连环漫画家（best international comic strip artist）；
- 2005年，正式进入美国“威尔·埃斯纳名人堂”（Will Eisner Hall of Fame）。

- 2008年，因为他的作品有超过1800种其他语言的译本，在联合国教科文组织的世界上最多种作品译本的作家列表中，他被列为第22位[9] (其他笔名的作品未被统计)。

### 脚注
1. ↑  . 当当网. （原始内容存档于2013-05-02）.
2. ↑  Garcia, Laure. . Le Nouvel Observateur.   [2009-08-17]. （原始内容存档于2008-05-02） （法语）.
3. 1 2 3  Lambiek Comiclopedia. .   [2009-08-17]. （原始内容存档于2007-02-22）.
4. ↑  Lagardère. .   [2009-08-17]. （原始内容存档于2019-07-13）.
5. ↑  . Bingbing & Lingling Books. （原始内容存档于2011-10-22）.
6. ↑  Asterix International!. .   [2009-08-17]. （原始内容存档于2004-12-08）.
7. ↑  BDoubliées. .   [2009-08-17]. （原始内容存档于2011-09-09） （法语）.
8. ↑  . 时光网.[永久]
9. ↑  .   [2009-08-17]. （原始内容存档于2012-02-28）.